# Taxiphyllum serrulatum
Taxiphyllum serrulatum là một loài Rêu trong họ Hypnaceae. Loài này được (Cardot) S.H. Lin miêu tả khoa học đầu tiên năm 1984.